# وهریز
بویه که با عنوان وهریز یا وهرز شناخته شده‌ است، یک اسپهبد ایرانی اهل دیلم بود که در دوران خسرو انوشیروان، در سال ۵۷۰ میلادی به فرماندهی سپاهی از ایران، یمن را فتح کرد و آن را ضمیمه شاهنشاهی ایران کرد و سیف بن ذی‌یزن را به تخت پادشاهی یمن نشاند. در تاریخ نام و نیای وی با اختلافاتی ثبت شده است. برخی وی را وهرز پسر کامگار از سواران و بزرگان عجم و از خاندان‌های بزرگ دانسته‌اند و برخی دگر وی را «خرزاد» یا «فرزخ‌زاد» پسر نرسی کامگار و نوادهٔ جاماسپ برادر قباد یکم که چو انوشیروان وی را با سپاه به یمن بفرستاد، مرتبهٔ وهرزی بدو داد؛ یعنی وهرز نام وی نیست بلکه مقامی است که انوشیروان بدو اعطا کرد. برخی نیز وهرز را نام وی و نیایش را به‌آفرید پسر ساسان دانسته‌اند.

## نام
او را با عنوانش وهریز یا وهرز می‌شناسند، از پارسی میانه: wḥlyč وَهرِز یا وهریز، در عربی: بهریز، در ارمنی: Վահրիճ واهریچ و در یونانی باستان: Οὐαριζης اوآریزس.

## پیش زمینه
در سال ۵۷۰ میلادی سپاه حبشه به سرکردگی ابرهه بنای دست‌اندازی را به سرزمین یمن گذاشتند. مردم یمن سیف بن ذی یزن را - که در ادبیات عرب بسیار معروف است و یکی از پادشاهان حمیری یمن بوده‌است - به دربار انوشیروان فرستادند و از انوشیروان برای دفع حبشیان یاری خواستند. انوشیروان با بزرگان دربار خود مشورت کرد و آنان گفتند در زندان گروهی از بزهکاران هستند که می‌توان آنها را فرستاد، اگر کشته شوند، زیانی نرسد و اگر پیروز شوند، کشوری را به دست آورده‌ایم. خسرو این رأی را پسندید و تعداد ۸۰۰ محکوم به مرگ را به سرداری وهرز دیلمی با هشت کشتی به یمن فرستاد.

## ورود به یمن

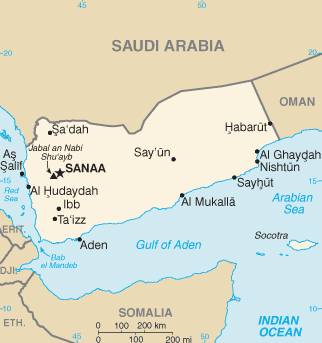
نقشهٔ یمن.

وهرز به محض رسیدن به یمن دستور داد تا کشتی‌هایی را که ایشان را آورده بود بسوزانند تا لشکریان وی دیگر امیدی به بازگشت نداشته باشند. فرمانده حبشی‌ها وقتی این گروه اندک را دید، اعتنایی نکرد اما بسیاری از مردم یمن که از بیداد حبشیان به تنگ آمده بودند، با لشکریان ایران توأم شدند. شمارهٔ این گروه را پنجاه هزار تن نوشته‌اند. مردم به فرماندهی این گروه توانستند حبشیان را از یمن بیرون کنند و حتی آنها را دنبال کردند و تا حبشه تاخت و تازهایی نمودند و سیف بن ذی‌یزن را به پادشاهی یمن نشاندند. به این ترتیب از آن پس یمن فرمانبردار ایران شد و سیف بن ذی یزن نیز خراج به دربار ایران می‌فرستاد.

## بازچیرگی بر یمن
چندی نگذشت که چند تن از حبشی‌ها که در خدمت سیف مانده بودند، او را کشتند. وهرز دوباره از طرف انوشیروان مأمور شد که فتنهٔ یمن را فرونشاند و خود از طرف دولت ساسانی در آنجا به حکمرانی بپردازد. بدین گونه تا ظهور اسلام مردم یمن تبعیت از حکمرانان ایرانی می‌کردند و بازماندگان گروهی که انوشیروان به یمن فرستاد را اعراب ابناء (جمع ابن) می‌نامیدند.
حمزه اصفهانی نام هشت تن از مرزبانان ایرانی را در یمن آورده‌است.
- وهرز دیلمی
- ولیسجان
- حرزادان شهر
- نوشجان
- مَرزوان (مرزبان)
- خرخسرو
- بادان بن ساسان الجرون
- دادویه پسر هرمز پسر فیروز که آخرین مرزبان ایرانی نژاد یمن بوده‌است.[۳]